# Llistonar

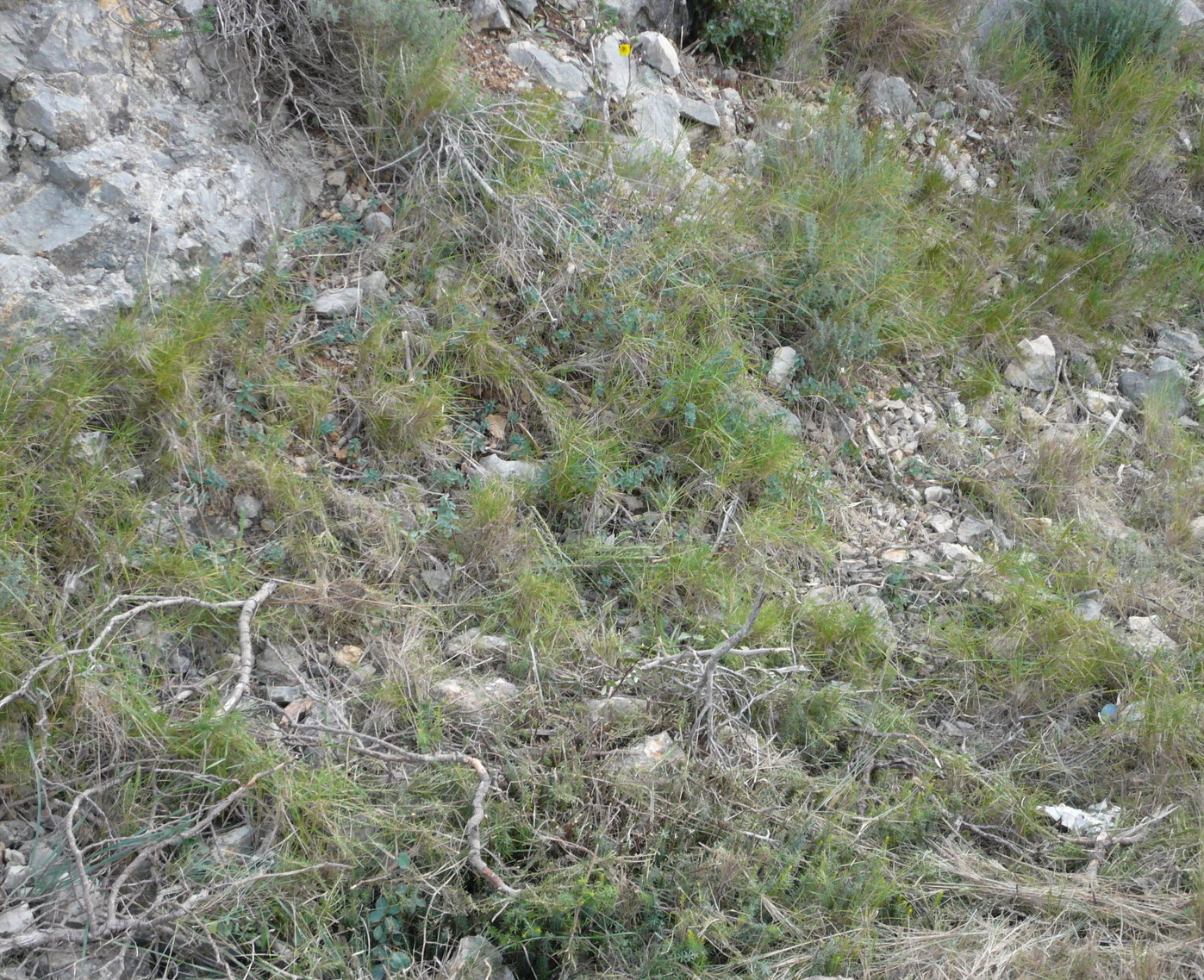
Llistonar a l'hivern a Canyelles (Garraf): s'hi veu la migradesa del sòl

Un llistonar és un prat sec on predomina el llistó (Brachypodium retusum), una espècie perenne de fulles dures. Fora de la verdor primaveral, tenen un aspecte més aviat grogós.

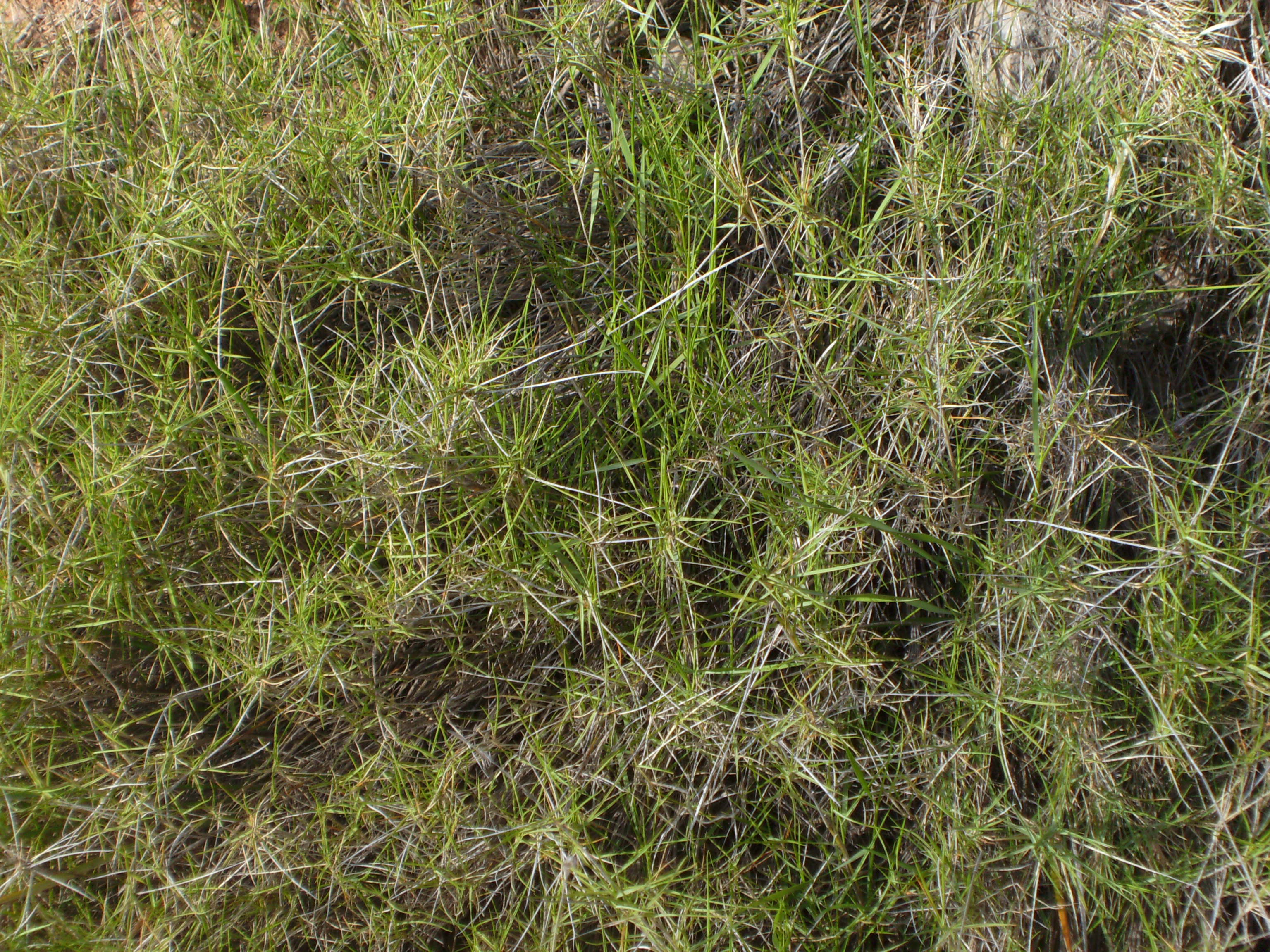
Llistonar a Castelltallat

El llistonar acostuma a estar present a terrenys en pendents de solana més aviat secs i assolellats, la sequedat tant pot ser per l'escassedat de precipitacions o perquè el sòl és poc profund (sòl prim) o pedregós. També apareix en grans extensions en la primera etapa de successió vegetal després d'un incendi.
Els llistonars es troben, dispersos, a la major part dels Països Catalans. Des del punt de vista medioambiental els llistonars són molt importants, ja que retenen molt bé la terra en uns indrets amb gran risc d'erosió.
Sovint en terrenys més profunds s'hi fa una altra espècie del mateix gènere (Brachypodium) el fenàs de marge formant un fenassar, que és una mica menys sec.
El llistonar típic en terreny pedregós calcari correspon a l'associació vegetal Phlomido-Brachypodietum retusi (llistonar amb salvió blener, Phlomis lychnitis). Al País Valèncià s'ha descrit l'associació Teucrio muletii-Brachypodietum retusi. La vegetació més abundant és el llistó, però s'hi formen comunitats de gramínies, petites mates com la farigola i plantes anuals (teròfits). En altres tipus de llistonars hi apareixen la ruda o els trèvols.